# General Post Office

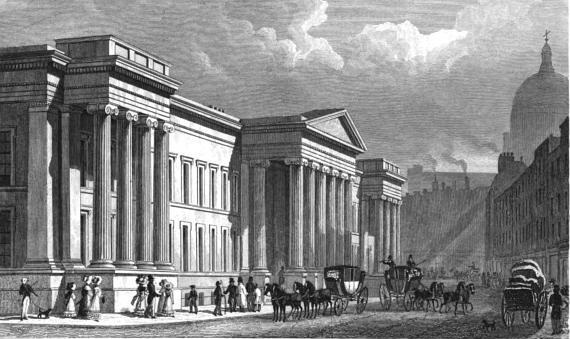
Il General Post Office nel XIX secolo

Il General Post Office (GPO) venne istituito ufficialmente in Inghilterra nel 1660 da Carlo II e si sviluppò fino a combinare le funzioni di sistema postale di stato e di operatore di telecomunicazioni. Istituzioni simili al General Post Office vennero fondate in tutto l'Impero britannico.
Originariamente, il GPO aveva il monopolio del dispaccio di oggetti da uno specifico mittente a uno specifico destinatario, il che sarebbe divenuto di grande importanza con l'invenzione di nuove forme di comunicazione. Il servizio postale era noto come Royal Mail perché venne costruito sul sistema di distribuzione dei documenti reali e governativi. Nel 1661, per supervisionare il GPO, venne creato il posto di Ufficiale in capo del servizio postale nazionale.
Nel 1969 il GPO venne abolito e i suoi beni vennero trasferiti alla Post Office Corporation di recente costituzione, trasformandolo da azienda di stato in ente pubblico. Nel 1981 l'organizzazione venne separata in due enti: Post Office e British Telecom.

## I primi servizi postali

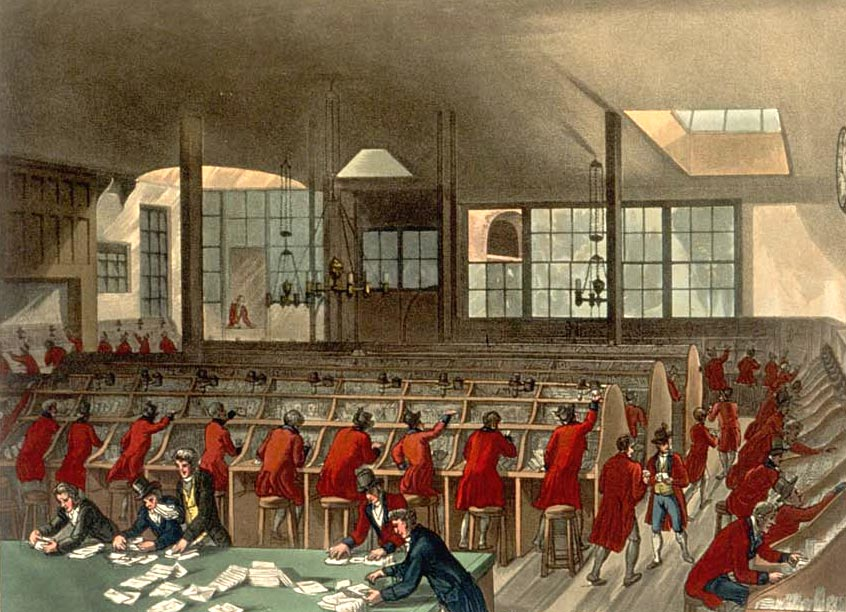
Impiegati al lavoro nel General Post Office
di Londra. Ca. 1808.

Nel 1657 una legge intitolata Postage of England, Scotland and Ireland Settled organizzò un servizio postale centralizzato per le Isole britanniche, che erano state unificate da Oliver Cromwell attraverso le Guerre dei tre regni ed introdusse la carica di Postmaster General ("Mastro generale delle poste"). La legge ribadiva anche il monopolio sulla posta delle lettere e sulla posta dei cavalli. Dopo la Restoration nel 1660, una nuova legge (12 Car II, c.35) confermò il monopolio e la carica di Postmaster, dal momento che era stata abrogata la legislazione di Cromwell.
Nel 1660 venne fondato il General Letter Office nel ricostituito Regno d'Inghilterra, che sarebbe successivamente diventato il General Post Office (GPO). Un'istituzione simile si sviluppò nel Regno di Scozia prima che gli Acts of Union del 1707 lo riunissero all'Inghilterra nel Regno di Gran Bretagna.
Il GPO organizzò una rete di uffici postali dove i mittenti potevano consegnare oggetti. Tutta la posta veniva trasferita dall'ufficio postale ad alcuni punti di distribuzione chiamati "stazioni di smistamento", e da qui la posta partiva per essere consegnata al destinatario. Inizialmente era il destinatario che pagava il costo della spedizione, ed aveva il diritto di rifiutare di ritirare la merce se non desiderava pagare. La tariffa era basata sulla distanza percorsa dall'oggetto e quindi il GPO doveva tenere un conto separato per ciascuno di essi. Nel 1840 venne introdotto il sistema detto Uniform Penny Post, che si articolava in due innovazioni chiave: una tariffa postale uniforme, che tagliava i costi amministrativi e incoraggiava l'uso del sistema, ed i francobolli adesivi prepagati.

## Sede centrale

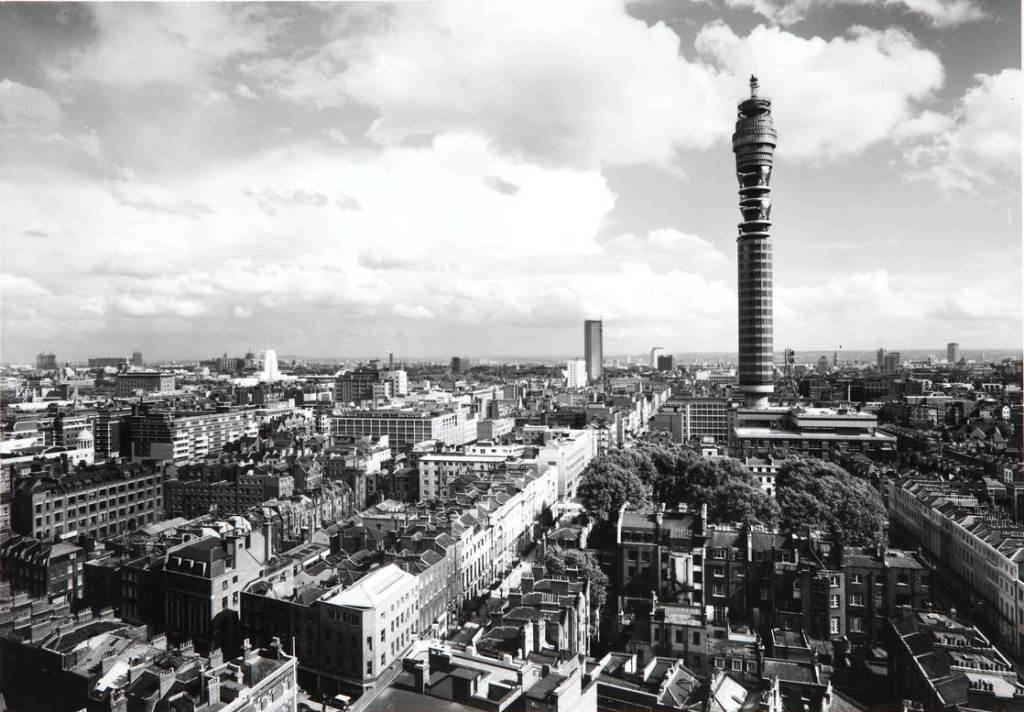
Un'immagine della torre in costruzione nel 1964

Il primo ufficio postale centrale a Londra venne aperto nel 1643, otto anni dopo che il re Carlo I aveva autorizzato l'uso della posta reale per la corrispondenza privata. Probabilmente si trovava in Cloak Lane, presso Dowgate Hill.
Le Coffee houses della City, come Lloyd's e Garraway's organizzavano dei trasporti postali privati fra i loro clienti. La Royal Mail (che, secondo la legge, manteneva un monopolio nominale sui servizi di consegne) spostò la sede centrale in Lombard Street nella City nel 1678 per stroncare meglio queste pratiche illecite.
Una nuova sede centrale del GPO venne costruita sul lato orientale di St Martins-le-Grand nella City di Londra tra il 1825 e il 1829 su progetto di Sir Robert Smirke. Era in stile neoclassico, con portici ionici e misurava circa 364 m in lunghezza e 73 m in larghezza e di notte era illuminata da mille lampioni a gas. Negli anni 1870 venne aggiunto un nuovo edificio sul lato occidentale della strada, per ospitare il dipartimento telegrafico, mentre il General Post Office Nord venne costruito a nord dell'edificio del telegrafo negli anni 1890, proseguendo l'espansione del GPO. Quando nel 1900 venne costruita la Central London Railway, la vicina stazione venne battezzata Post Office. L'edificio di Smirke venne chiuso nel 1910 e demolito subito dopo, mentre l'attuale sede centrale della British Telecom, costruita dopo la II Guerra Mondiale, si trova sul sito del vecchio ufficio del telegrafo.
A metà del XIX secolo c'erano quattro uffici periferici a Londra: uno nella City a Lombard Street; due nel West End a Charing Cross e in Cavendish Street, vicino ad Oxford Street; e uno a sud del Tamigi in Borough High Street.
All'inizio degli anni sessanta del Novecento il Ministero dei Lavori Pubblici commissionò una nuova sede del General Post Office. Il progetto vincente fu quello di una torre a opera dell’architetto Eric Bedford e del suo collaboratore G. Yeats, mentre l’azienda costruttrice che si aggiudicò l’appalto fu la Peter Lind & Co. Ltd. I lavori di costruzione della GPO Tower iniziarono nel giugno del 1961 e vennero completati il 15 luglio 1964 per un costo complessivo di quasi tre milioni di sterline.

## Nuovi sistemi di comunicazione

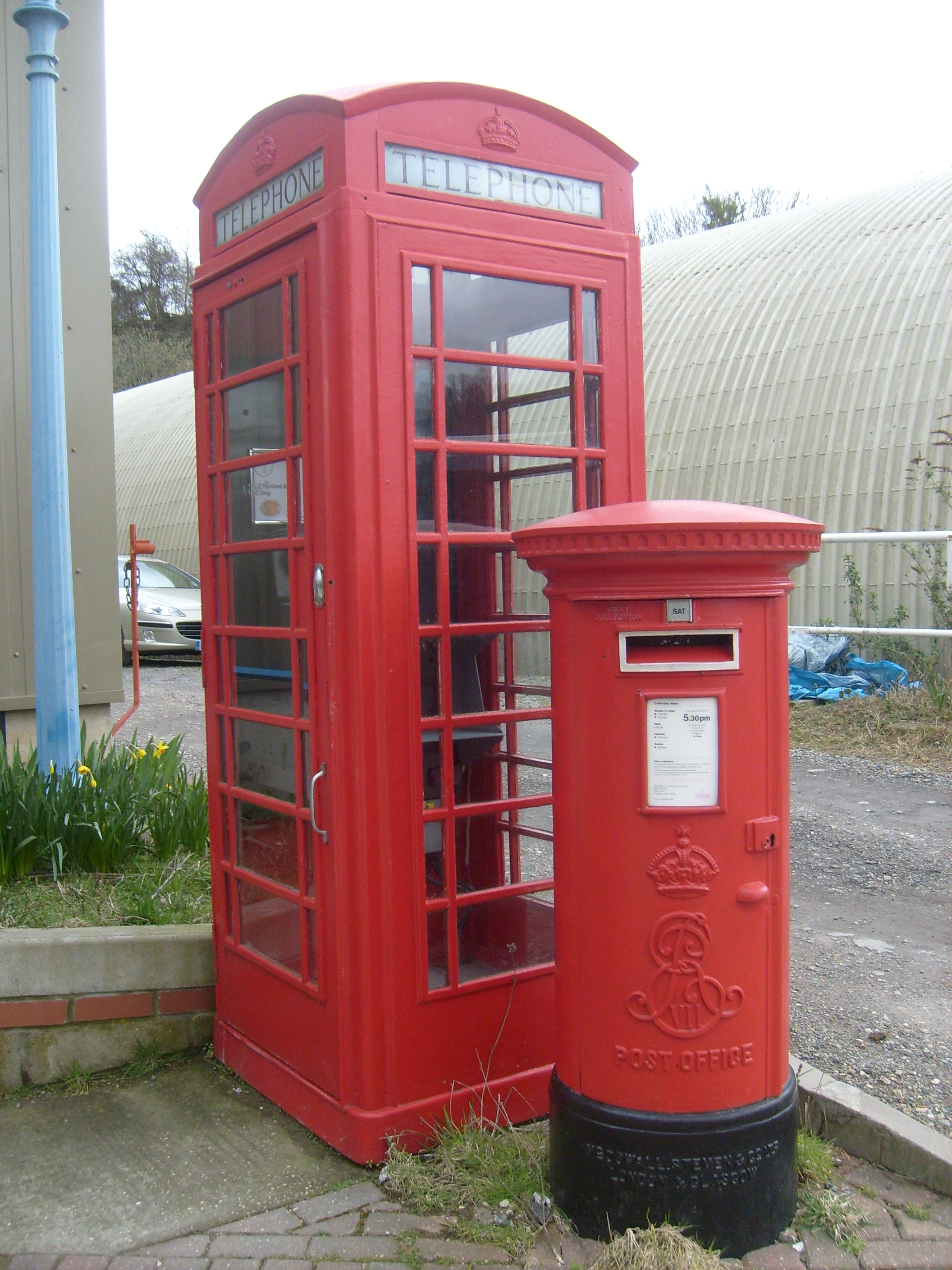
Cabina telefonica e buca delle lettere a colonna modello Edoardo VII

Quando nel XIX secolo e agli inizi del XX vennero inventate nuove forme di comunicazione, il GPO ne reclamò i diritti di monopolio, sulla base del fatto che, come per i servizi postali, prevedevano la consegna da un mittente a un destinatario. La teoria venne usata per estendere il controllo statale del servizio postale a qualsiasi forma di comunicazione elettronica possibile, in base al fatto che ogni mittente usava una qualche forma di servizio di distribuzione. Tali servizi erano considerati dal punto di vista legale come degli uffici postali in forma elettronica. Ciò valeva per le stazioni del telegrafo e i centralini telefonici.

### Telegrafo
A partire dal 1846 nel Regno Unito erano state fondate diverse compagnie telegrafiche private. Fra di esse c'erano:
- Electric Telegraph Company
- British and Irish Magnetic Telegraph Company
- British Telegraph Company
- London District Telegraph Company
- United Kingdom Telegraph Company

Con il Telegraph Act del 1868 fu concesso al direttore del servizio postale nazionale di acquisire le compagnie telegrafiche interne del Regno Unito, mentre il Telegraph Act del 1869 conferiva al Postmaster General il monopolio delle comunicazioni telegrafiche nel Regno Unito. La gestione dei telegrafi elettrici fu ufficialmente trasferita al GPO nel 1870.I telegrafi d'oltremare non ricadevano in questo monopolio. Le compagnie telegrafiche private esistenti vennero acquistate. Il nuovo servizio telegrafico combinato disponeva di 1.058 uffici in città e villaggi e di 1.874 uffici nelle stazioni ferroviarie. 6.830.812 telegrammi vennero trasmessi nel 1869 producendo ricavi per £550.000.
L'ufficio telegrafico centrale di Londra dopo la nazionalizzazione delle comunicazioni telegrafiche articolò il servizio su due livelli. Il circuito di livello superiore forniva il servizio alle pubbliche amministrazioni, al commercio internazionale, alle grandi imprese dell'Impero britannico, alle competizioni sportive. Il circuito di livello inferiore era indirizzato alle comunicazioni di ambito locale e di contea. Queste distinte sfere del servizio telegrafico utilizzavano apparecchiature di tipo diverso e telegrafisti di sesso diverso.

### Telefono
Gli stessi principi vennero estesi a telefono, telegrafo senza fili e servizi telefonici mobili. Quest'ultima espansione incorporò le trasmissioni senza fili che erano aspecifiche in termini di spedizione da mittente a destinatario. Inizialmente il GPO faceva riferimento a tutti i trasmettitori in diffusione circolare come a mittenti, mentre i ricevitori individuali erano i destinatari. Come per la posta, tutta l'attività era concessa in licenza dal General Post Office secondo i termini del suo Royal Charter. Ciò significava che il GPO manteneva un monopolio su tutte le comunicazioni da, per e all'interno delle Isole Britanniche.
Il Post Office iniziò l'esercizio telefonico nel 1878, fornendo l'accesso alla rete a partire dagli snodi telegrafici, tuttavia la maggioranza dei telefoni all'epoca era collegata con reti indipendenti. Nel dicembre 1880 il Postmaster General ottenne una sentenza che dichiarava che le conversazioni telefoniche ricadevano nell'ambito del Telegraph Act. Conseguentemente il General Post Office concesse una licenza a tutte le compagnie telefoniche esistenti.
Nel 1882 il Postmaster-General Henry Fawcett iniziò a rilasciare concessioni telefoniche a compagnie private e quindi la rete telefonica crebbe in alcune aree sotto la gestione del GPO ed in altre in concessione a privati. La principale concorrente del GPO divenne la National Telephone Company, che emerse assorbendo compagnie private locali, prima di essere a sua volta acquisita dal GPO nel 1912.
La rete principale venne unificata sotto il controllo del GPO nel 1896 e le reti di distribuzione locale nel 1912. 
L'effettiva nazionalizzazione dell'industria britannica delle telecomunicazioni si ebbe nel 1912, con l'acquisizione della National Telephone Company. Le poche aziende municipalizzate rimasero fuori del controllo del GPO: si trattava di Kingston upon Hull, Portsmouth e Guernsey. Hull ha tuttora un operatore indipendente, la Kingston Communications, che peraltro non è più controllata dal comune.
Le reti telefoniche dell'Isola di Jersey e dell'Isola di Man, ricevute dalla NTC, furono offerte per l'acquisto ai rispettivi governi isolani. Entrambi inizialmente rifiutarono, tuttavia successivamente gli stati di Jersey presero il controllo della rete telefonica della loro isola nel 1923.

### Telegrafo senza fili e radio
Lo sviluppo dei collegamenti radiofonici per l'invio di telegrammi portò all'emanazione del Wireless Telegraphy Act del 1904, che assegnava il monopolio delle onde radio al General Post Office, il quale a sua volta concedeva le licenze a tutti gli emittenti ed i riceventi. Questo fece trovare il Post Office in una posizione di controllo sulla diffusione delle trasmissioni radiofoniche e televisive, quando queste nuove tecnologie furono sviluppate.
Nel 1922 un gruppo di produttori di apparecchi radiofonici costituì la prima British Broadcasting Company (BBC), che era l'unico soggetto a godere di una concessione per le trasmissioni radiofoniche rilasciata dal GPO. Nel 1927 la BBC originaria venne sciolta e ricostituita per Royal Charter come British Broadcasting Corporation.
Sin dall'inizio il GPO ebbe problemi con emittenti radio pirata che trovavano il modo di far arrivare messaggi radio a riceventi britannici senza avere una licenza del GPO. Questi concorrenti erano ben consci del fatto che il GPO non avrebbe mai rilasciato loro una concessione radiofonica. Per individuare queste emittenti radio illegali il GPO organizzò un proprio corpo di investigatori muniti di furgoni attrezzati con le apparecchiature necessarie.
Successivamente i compiti di controllo sulle trasmissioni radiofoniche furono trasferiti alla Independent Broadcasting Authority e dopo all'Ofcom. A causa del suo precedente ruolo di controllore ed alla sua esperienza nello sviluppo di reti di comunicazioni a distanza negli anni cinquanta e sessanta il GPO fu incaricato dalla BBC e dall'ITA di sviluppare ed estendere le loro reti televisive. Fu perciò costruita una rete di trasmettitori, collegati inizialmente via cavo e poi attraverso ponti radio in microonde. Il Post Office ebbe anche il compito di fissare i canoni televisivi (ed anche radiofonici fino al 1971), nonché quello di perseguire gli evasori, fino al 1991.

## Servizi bancari
La Post Office Savings Bank (cassa di risparmio postale) fu fondata nel 1861, quando non esistevano filiali di banca fuori delle città. Entro il 1863 2.500 uffici postali offrivano la possibilità di aprire un libretto di risparmio postale. Gradualmente il numero dei servizi postali offerti dagli uffici postale aumentò, comprendendo l'acquisto di titoli di stato dal 1880, le assicurazioni e rendite vitalizie dal 1888, i titoli dei crediti di guerra dal 1916. Nel 1909 vennero introdotte le pensioni di vecchiaia, pagabili presso gli uffici postali. Dal 1956 la cassa di risparmio postale emette e distribuisce i Premium Bond, titoli di stati collegati all'estrazione a sorte del rendimento.
Alla metà degli anni sessanta il governo britannico chiese al GPO di espandere i suoi servizi bancari e così venne fondata la National Giro.
Nel 1969 la proprietà della Post Office Savings Bank fu trasferita al Tesoro e ribattezzata National Savings and Investments.

## Cessazione
In base al Post Office Act del 1969 le attività del Post Office vennero trasferite da un'azienda di stato istituita con Royal Charter a enti pubblici. La gestione delle telecomunicazioni venne affidata alla Post Office Telecommunications, successore della direzione servizi telegrafici e telefonici del GPO, con un suo bilancio e direzione separati. In tale occasione si provvide anche a modificare il nome eliminando l'aggettivo 'General'. Così nel 1975 venne introdotto il logo a strisce 'Post Office', che continua ad essere usato dalla Royal Mail.
Le Jersey Post e Guernsey Post divennero indipendenti nel 1969. La Isle of Man Post riscattò le attività del GPO sull'isola ed iniziò l'attività nel 1973.
Il British Telecommunications Act 1981 separò definitivamente i servizi di telecomunicazioni che andarono a costituire la British Telecommunications corporation (meglio nota come British Telecom), lasciando alla Post Office corporation i servizi postali e la National Giro. Nel 1984 la British Telecom corporation si trasformò in British Telecommunications plc e quindi fu privatizzata. Nel 1990 la Girobank venne dismessa in favore della Alliance & Leicester.
In forza del Postal Services Act del 2000 le attività del Post Office vennero trasferite nel 2001 ad una public limited company, Consignia plc, che fu presto ribattezzata Royal Mail Holdings plc. Il governo britannico rimase azionista unico della Royal Mail Holdings plc e della sua controllata Post Office Ltd.
Infine, il 5 aprile 2007, il governo pubblicò il Dissolution of the Post Office Order 2007, in base al quale il vecchio ente pubblico Post Office fu formalmente abolito con effetto dal 1º maggio 2007.